# Gosei Sentai Dairanger
Gosei Sentai Dairanger (五星戦隊ダイレンジャー (Ngũ tinh Chiến đội Dairanger) Gosei Sentai Dairenjā), dịch là Chiến đội Ngũ tinh Dairanger, là seri truyền hình Super Sentai thứ 17 của Toei tiếp theo Kyōryū Sentai Zyuranger. Nó phát sóng từ 19 tháng 2 năm 1993 tới 11 tháng 2 năm 1994. Tên quốc tế là Star Rangers (Các Tinh binh).
Series đã được phát hành DVD tại Mỹ bởi hãng Shout! Factory vào tháng 11 năm 2015. Trailer của series có trong tập cuối của Zyuranger ở DVD phát hành tại Mỹ.
Phần lớn những phân cảnh hành động của Mecha Dairanger được sử dụng trong mùa 2 của Mighty Morphin Power Rangers, được gọi là những Zord (mecha của Dairanger được gọi là các Thunderzord trong MMPRs); còn những cảnh chiến đấu tay đôi thì chỉ được giới hạn trong phim tư liệu về Zyuranger và những tư liệu đó được quay riêng dành cho bản Mỹ. Chỉ có trang phục của KibaRanger là được dùng trong MMPRs với tư cách là White Ranger. Còn 5 trang phục chính của Dairanger thì không xuất hiện trong Power Rangers ngoại trừ phần Super Megaforce.

## Nội dung
8000 năm về trước, nền văn minh Dao đã phát triển rực rỡ tại phía nam Trung Hoa. Đế chế Dao bao gồm 3 bộ tộc: Dai, Shura (tổ tiên loài người ngày nay) và Gorma, 3 bộ tộc đã từng chung sống hòa thuận. Tuy nhiên, vào một ngày bộ tộc Gorma đã xâm chiếm cả Đế chế. Từ đó mở ra một cuộc chiến giữa Gorma và bộ tộc Dai. Cuộc chiến kéo dài trong 5000 năm và được chỉ huy bởi Tam Đại Gorma. Kidenjuu (Khí Điện Thú) đã xuất hiện chiến đấu chống lại Gorma, chúng sở hữu sức mạnh thần kỳ. 5 chiến binh Dai mang sức mạnh Ki đã xuất hiện để điều khiển những Kidenjuu. Cuộc chiến kết thúc với sự biến mất của cả hai bộ tộc Dai và Gorma. Vào năm 1993, tộc Gorma đã hồi sinh lần nữa để xâm chiếm thế giới. Để chống lại chúng, Đạo sĩ Kaku đã tập hợp 5 thanh niên mang trong mình sức mạnh Ki mạnh mẽ nhất để chiến đấu chống lại Gorma. Họ chính là Dairanger.

## Nhân vật

### Dairanger
Đây là những hậu duệ của tộc Dai, những chiến binh chiến đấu với Gorma.
"Thiên Hỏa Tinh" Ryō (天火星・亮 (Thiên Hỏa Tinh Lượng) Tenkasei Ryō) - Ryu Ranger (リュウレンジャー (Long Liên giả) Ryū Renjā)
Thiên Hỏa Tinh Ryou là chiến binh đỏ và là trưởng nhóm Dairanger. Cậu là con trai của Thiết Diện Chōryō và một phụ nữ bình thường. Ban đầu Ryō không hề biết gì về tộc Dai, mẹ cậu mất sớm nên Ryō phải tự mình nuôi cô em gái ruột duy nhất - Yoko. Cậu là một người dũng cảm, nhiệt huyết, biết quan tâm tới mọi người và có ước mơ làm được món gyoza ngon nhất Nhật Bản, hiện cậu đang phụ bếp trong một quán ăn. Ryō trở thành Dairanger sau khi bị Baron String bắt cóc, sau đó được cứu bởi Kidenjuu Ryuuseioh và Đạo sĩ Kaku. Với tư cách là Ryuuranger, sở trường của cậu là Long Hình Quyền và sử dụng sức mạnh của lửa khi chiến đấu. Kidenjuu của cậu là Ryuuseioh. Trong movie Gokaiger Goseiger Super Sentai 199 Hero Great Battle, Ryo đã xuất hiện và giao phó Quyền Năng Vĩ Đại của Dairanger cho Gokaiger, Quyền năng cho phép sử dụng sức mạnh Ki của Dairanger và anh cũng xuất hiện trở lại trong Gokaiger tập 33. 
- Thiên Hỏa Tinh Tuyệt Kĩ (天火星 Tenkasei) : Đạo Thê Viêm Thượng Phá (稲妻炎上破 Inazuma Enjōha) và Lưu Tinh Thiểm Quang (流星閃光 Ryusei Senkō).

Ryo được đóng bởi Wada Keiichi (和田 圭市).
"Thiên Huyễn Tinh" Daigo (天幻星・大五 (Thiên Huyễn Tinh Đại Ngũ) Tenkensei Daigo) - Shishi Ranger (シシレンジャー (Sư tử Liên giả) Shishi Renjā)
Thiên Huyễn Tinh Daigo, chiến binh xanh lục là người hiền lành và nghiêm túc nhất nhóm, cậu được cho là trưởng nhóm thứ hai của Dairanger. Daigo làm trong một cửa hàng thú cảnh và có tình cảm với Kujaku. Cậu trở thành Dairanger sau khi Đạo sĩ Kaku khám phá ra năng lực Ki của cậu có liên kết với Kujaku. Với tư cách là Shishiranger, sở trường của cậu là Hồng Gia Quyền và sử dụng sức mạnh ảo giác khi chiến đấu. Kidenjuu của cậu là Sei-Shishi.
- Thiên Huyễn Tinh Tuyệt Kĩ (天幻星 Tengensei): Vụ Ẩn (霧隠れ Kirigakure) và Sư Tử Quyền Vô Minh Vô Tâm (獅子拳無明無心 Shishiken Mumyō Mushin)

Daigo được đóng bởi Nōmi Tatsuya (能見 達也).
"Thiên Trọng Tinh" Shōji (天重星・将児 (Thiên Trọng Tinh Tướng Nhi) Tenjuusei Shōji) - Tenma Ranger (テンマレンジャー (Thiên mã Liên giả) Tenma Renjā)
Thiên Trọng Tinh Shouji, chiến binh xanh dương. Cậu mơ ước trở thành nhà vô địch đấm bốc thế giới. Hồi trước cậu là một thành viên trong băng đảng đầu gấu giang hồ và đã hoàn lương. Shouji có tinh thần fair play và tinh thần thượng võ rất cao, cậu rất hay cạnh tranh với Kazu. Shouji rất mạnh mẽ, sòng phẳng, hài hước và mê gái. Tên quái vật Kamikaze của nhóm 3 Gorma ngốc nghếch coi Shouji như là đối thủ tuyệt vời nhất. Với tư cách là Tenmaranger, sở trường của cậu là Trường Quyền và có khả năng kiểm soát trọng lực, do đó cậu có thể gia tăng sức mạnh và tốc độ. Kidenjuu của cậu là Sei-Tenma. Shouji xuất hiện trong tập cuối của series Kaizoku Sentai Gokaiger, cậu đã lấy lại được sức mạnh từ Tenma Ranger Key khi nhóm Gokaiger rời Trái đất. 
- Thiên Trọng Tinh Tuyệt Kĩ (天重星 Tenjūsei): Trọng Lực Nghịch Chuyển Phá (重力逆転破 Jūryoku Gyakutenha), Thiên Mã Hồi Chuyển Thúc (天馬回転蹴り Tenma Kaiten Keri), và Thiên Mã Cao Tốc Hồi Chuyển Thúc (天馬高速回転蹴り Tenma Kōsoku Kaiten Keri).

Shoji được đóng bởi Hamura Ei (羽村 英).
"Thiên Thời Tinh" Kazu (天時星・知 (Thiên Thời Tinh Tri) Tenjisei Kazu) - Kirin Ranger (キリンレンジャー (Kỳ lân Liên giả) Kirin Renjā)
Thiên Thời Tinh Kazu, chiến binh màu vàng. Cậu là một chủ một thẩm mỹ viện và là một vũ công. Kazu bỏ nhà đi bụi để đến Tokyo từ năm 15 tuổi. Cậu thường tham chiến ngay mà không cần suy nghĩ. Kazu đã giúp một bà lão, người đã cho cậu ấy ở nhờ khi bỏ nhà đi. Với tư cách là Kirinranger, sở trường của cậu là Túy Quyền và có khả năng ngưng đọng và đảo ngược dòng thời gian để tránh rủi ro khi chiến đấu. Kidenjuu của cậu là Sei-Kirin. Kazu xuất hiện trong tập cuối Kaizoku Sentai Gokaiger, cậu đã lấy lại được sức mạnh từ Kirin Ranger Key khi nhóm Gokaiger rời Trái đất.
- Thiên Thời Tinh Tuyệt Kĩ (天時星 Tenjisei): Thời Gian Phản (時間返し Jikan Kaeshi), Thiết Đầu Công (頭突きとし Zutsuki Otoshi), và Cú Đấm Kì Lân Bộc Đạn (麒麟爆弾パンチ Kirin Bakudan Panchi).

Kazu được đóng bởi Tsuchiya Keisuke (土屋 圭輔).
"Thiên Phong Tinh" Rin (天風星・リン (Thiên Phong Tinh Linh) Tenpūsei Rin) - Houou Ranger (ホウオウレンジャー (Phượng hoàng Liên giả) Hōō Renjā)
Thiên Phong Tinh Rin, chiến binh màu hồng. Cô là cháu họ của Đạo sĩ Kaku. Cô từ Trung Quốc đến Nhật Bản để trở thành Dairanger dưới lớp vỏ bọc sinh viên trao đổi với Trung Quốc. Rin là thành viên duy nhất trong nhóm có thể sử dụng Ki khi không biến hình. Cô rất ghét ở cùng Kou vì cậu nhóc lúc nào cũng sờ ngực và nhìn quần lót của cô. Rin từng thích một nhiếp ảnh gia tên là Shouichiro Takamura, và là Media Magician, một quái vật Gorma. Với tư cách là Hououranger, sở trường của cô là Ưng Trảo Quyền và sử dụng sử mạnh của gió. Kidenjuu của cô là Sei-Houou. 
- Thiên Phong Tinh Tuyệt Kĩ (天風星 Tenpusei): Nhất Văn Tự Long Quyển (一文字竜巻 Ichimonji Tatsumaki), Đại Luân Kiếm Tuyền Phong Trảm (大輪剣旋風斬り Dairinken Senpū Kiri), và Cú Ép Nhất Văn Tự and Nhất Văn Tự Áp (一文字プレス? Ichimonji Puresu).

Rin được đóng bởi Takahashi Natsuki (高橋 夏樹).
Hống Tân Tinh Kō (吼新星・コウ? (Hống Tân Tinh Cương) Koshinsei Kō) - Kiba Ranger (キバレンジャー (Nha Liên giả) Kiba Renjā)
Chiến binh màu trắng Hống Tân Tinh Kou là một cậu bé 10 tuổi. Kou là "Đứa trẻ định mệnh" đã rút Byakkoshinken (Bạch Hổ Thần Kiếm) ra khỏi nơi yên nghỉ, và việc đó đã biến cậu thành Kibaranger với hình dáng trưởng thành. Kou sống với ba mẹ nuôi trước khi chuyển đến căn hộ của Rin. Kou có có tính cách khá hư hỏng, cậu nhóc rất thích Rin và lúc nào cũng quấy rối Rin khiến cô ấy tức điên lên. Vì chưa từng chiến đấu bao giờ nên Kou không mạnh cho lắm.
Ban đầu Kou giữ bí mật về thân phận Kibaranger với nhóm Dairanger, và Byakkoshinken luôn nói thay khi Kou biến thành Kibaranger. Sau khi nhóm Dairanger biết được thân phận của Kibaranger, Kou mới bắt đầu nói giọng của mình và tham gia nhóm. Sau này Shadam cũng biết được Kou là con trai của hắn và là anh em ruột với Akomaru, còn Kou thì không hề biết việc này. Sau khi biết được sự thật trên, Shadam cố gắng đưa Kou gia nhập vào hàng ngũ Gorma vào sinh nhật 10 tuổi. Nhưng lễ rửa tội của mẹ cậu đã thanh tẩy cậu khỏi dòng máu Gorma. Với tư cách là Kibaranger, cậu có những đòn tấn công bằng âm thanh và Kidenjuu của cậu là Won Tiger. 
- Hống Tân Tinh Tuyệt Kĩ (吼新星 Koshinsei): Âm Vang Loạn Tán (乱れやまびこ Midare Yamabiko), Nha Đột Tiến (牙突進 Gatotsushin), và Bạch Hổ Nhất Thiểm (白虎一閃  Byakko Issen).

Kou được đóng bởi Sakai Hisashi (酒井 寿).

## Gorma
Tộc Gorma (ゴーマ族, Gōma-zoku) là thế lực phản diện chính của series. Tám nghìn năm trước, họ là quân đội của ba bộ tộc nhưng quyết định xâm chiếm thế giới và tiêu diệt hai bộ tộc còn lại. Gorma là những người đã thành thạo Yêu lực (妖力, Yōryoku) và có khả năng trở thành quái vật. Thủ lĩnh của họ là Hoàng đế Gorma với nhiều sư đoàn khác dưới quyền. Tuy nhiên, sự thật là hầu hết thành viên hội đồng thượng viện Gorma đã chết hàng thế kỷ trước khi bộ phim bắt đầu. Người ta cho rằng Shadam đã bí mật tạo ra các phiên bản đất sét của tất cả chúng để tự mình trở thành hoàng đế. Tuy nhiên, vì bản thân hắn ta cũng là đất sét, nên vẫn còn tranh cãi về việc ai đã tạo ra các bản sao đất sét. Mặc dù Yêu lực mà Gorma sử dụng mang lại cho họ sức mạnh to lớn, nhưng nó cũng làm tổn hại đến sự ổn định tinh thần của họ, vì những Gorma mạnh nhất gần như hoàn toàn điên loạn như trường hợp của Hoàng đế Gorma và những người tiền nhiệm của ông ta do Địa chấn ngọc.

## Thiết bị chiến đấu

### Thiết bị chuyển hóa
- Aura changer: thiết bị biến thân của 5 thành viên chính.
- Kiba changer: thiết bị biến thân của kibaranger.

### Xe
Kiba Machines

## Các tập
1. It's Heavenform!!! (転身だァァッ Tenshin Daaā?)
2. It's Qi-Power!!! (気力だァァッ!! Kiryoku Daaā!!?)
3. Your Souls, Please! (魂ちょうだい! Tamashii Chōdai!?)
4. We're Naive!! (俺たち甘いぜ!! Oretachi Amai ze!!?)
5. The Jewels Have Coome (あっタマきたッ Attama Kitā?)
6. Wind, Cut Through! (風よブッちぎれ Kaze yo Butchigire?)
7. Traitor! (裏切り者ォッ! Uragirimonoō!?)
8. Father!! (おやじぃぃッ!! Oyajiiī!!?)
9. Don't be Vain (うぬぼれるなッ Unuboreru nā?)
10. Ah, the Vengeful Goddess (あァ復讐の女神 Aa Fukushū no Megami?)
11. Gauss With a Magnet! (磁石でガウス! Jishaku de Gausu!?)
12. Drunk on Tofu (豆腐で酔ったァ Tōfu de Yottaa?)
13. The Ka-Kabuki Novice (カッカブキ小僧 Kakkabuki Kozō?)
14. Well, a Wedding (イヨッ結婚ぢゃ Iyokkekkon ja?)
15. The 3 Stooges' Soccer (3バカサッカー San Baka Sakkā?)
16. Rumbling Child Stones (ゴロゴロ子供石 Gorogoro Kodomo Ishi?)
17. There he is, a New Hero (出ました新戦士(ニューヒーロー) Demashita Nyū Hīrō?)
18. The (Secret) Byakko-chan (（秘）（ひみつ）の白虎ちゃん (Himitsu) no Byakko-chan?)
19. The Heart-Throbbing Pretty Girl (ドキドキ美少女 Dokidoki Bijōjo?)
20. First Public Opening Of The Gorma Palace (初公開ゴーマ宮 Hatsu Kōkai Gōma Miya?)
21. The Birth of a Mythical Qi Beast (気伝獣様ご誕生 Kidenjū-sama Go-tanjō?)
22. The Great Secret Art of the Tiger Cub!! (虎の子大秘術!! Tora no Ko Dai Hijutsu!!?)
23. True Love at Full Speed (純愛まっしぐら Jun'ai Masshigura?)
24. The 3 Stooges' Super Baseball! (3バカ超野球! San Baka Chō Yakyū!?)
25. The Grouped Opposite Squadron (ぞろぞろ裏戦隊 Zorozoro Ura Sentai?)
26. A Bad, Bad, Bad Guy (嫌な嫌な嫌な奴 Iya na Iya na Iya na Yatsu?)
27. It's the Final Fist (最終拳だだだッ Saishū Ken Da Da Dā?)
28. Full Entrance!! (総登場だぎゃ!! Sō Tōjō Dagya!!?)
29. The (Secret) Inside Story of a Mother and Child's Tears (母子涙の㊙裏話 Haha Ko Namida no Maruhi Urabanashi?)
30. The Deadly, Fast-Talking Workaholic (必殺早口仕事人 Hissatsu Hayakuchi Shigotonin?)
31. Again, a New Hero Came Forth (また出た新戦士(ニューヒーロー) Mata Deta Nyū Hīrō?)
32. The Ogre's Golden Kick (黄金キックの鬼 Ōgon Kikku no Oni?)
33. An Idol's First Experience (アイドル初体験 Aidoru Shotaiken?)
34. A Prickly Maiden Hunt (トゲトゲ少女狩 Togetoge Shōjogari?)
35. New Secret Art, the Dance of Spiders (新奥義クモの舞 Shin Ōgi Kumo no Mai?)
36. A 6000-Year Grudge... (恨み節6千年… Urami Setsu Rokusennen...?)
37. You Have to See It!! A Huge Guy (必見!! でけェ奴 Hikken!! Dekee Yatsu?)
38. Huh!! A Ceasefire!? (えーッ!! 停戦!? Ēe!! Teisen!??)
39. The Demon Fist Falls in the Setting Sun (魔拳 落日に散る Maken Rakujitsu ni Chiru?)
40. Farewell! 3 Stooges (さらば! 3バカ Saraba! San Baka?)
41. Kujaku's Great Ascension (クジャク大昇天 Kujaku Daishōten?)
42. A Straight Line To Mommy (母ちゃん一直線 Kāchan Itchokusen?)
43. The Fierce White Forbidden Past (激白禁断の過去 Geki Shiro Kindan no Kako?)
44. Moving!! You Cry Too (感動!! 君も泣け Kandō!! Kimi mo Nake?)
45. Disbanding for Real!! (本気（マジ）で解散!! Maji de Kaisan?)
46. The Heroes Stark Naked (英雄（ヒーロー）まるはだか Hīrō Maruhadaka?)
47. A really amazing Truth (すっげェ～真実 Suggee~ Shinjitsu?)
48. Heroic!! Master Dies (壮絶!! 道士死す Sōzetsu!! Dōshi Shisu?)
49. It's the Final Decisive Battle (最終決戦だァッ Saishū Kessen Daā?)
50. Let's Go! (行くぞォォッ Iku zooō?)

### Phim
- Gosei Sentai Dairanger the Movie

## Diễn viên
- Keiichi Wada: Ryou/Ryuu Ranger, Ryou's Grandson (ep 50)
- Tatsuya Nōmi: Daigo/Shishi Ranger, Daigo's Grandson (ep 50)
- Ei Hamura: Shouji/Tenma Ranger, Shouji's Grandson (ep 50)
- Keisuke Tsuchiya: Kazu/Kirin Ranger, Kazu's Grandson (ep 50)
- Natsuki Takahashi: Rin/Houou Ranger, Lin's Granddaughter (ep 50)
- Hisashi Sakai: Kou/Kiba Ranger
- Kōji Naka: Doushi Kaku
- Takeshi Kuwabara: Yufang
- Masako Morishita: Kujaku
- Mikiko Miki: Mother of Kou and Akomaru
- Sugisaku Imagawa: Kameo
- Munemaru Kōda: Gorma Emperor XV
- Akiko Amamatsuri: Gara
- Maroshi Tamura: Zydos
- Rintarō Nishi: Shadam
- Chūkō Ueda: General Denpou
- Shohei Shibata: Akomaru
- Yutaka Hirose: Jin Matoba (credited as Takumi Hirose)

### Voice actors
- Hironori Miyata: Narrator
- Wataru Abe: Byakkoshinken
- Ikko Tadano: Daimugen (credited as Tomihisa Naruse)
- Nobuyuki Hiyama: Boss Kamikaze
- Akiko Muta: Telephone Teacher
- Takuzou Kamiyama: Gravestone Manager
- Shigeru Chiba: Kabuki Novice (13-14)

### Trang phục
- Naoki Ōfuji: Ryuu Ranger
- Tsutomu Kitagawa: Shishi Ranger
- Shōji Hachisuka: Tenma Ranger
- Hirofumi Ishigaki: Kirin Ranger
- Rie Murakami: Houou Ranger
- Minoru Watanabe: Fang Ranger
- Hideaki Kusaka: Ryuuseioh (main)/Dairen'oh, Won Tiger/Kibadaioh, Daijinryuu
- Hirofumi Fukuzawa: Ryuuseioh (sub)

### Khách
- Daisuke Tsuchiya: Kazu-clone (25)
- Ryosuke Umezo: Media Magician

## Bài hát
Đầu
- "Gosei Sentai Dairanger" (五星戦隊ダイレンジャー Gosei Sentai Dairenjā?)
  - Lời: Saburo Yatsude
  - Sáng tác: Katsuo Ohno
  - Biên tập: Kenji Yamamoto
  - Thể hiện: New JACK Takurō

Kết
- "We're Invincible!! Dairanger" (俺たち無敵さ!! ダイレンジャー Oretachi Muteki sa!! Dairenjā?)
  - Lời: Saburo Yatsude
  - Sáng tác: Katsuo Ohno
  - Biên tập: Kenji Yamamoto
  - Thể hiện: New JACK Takurō